# Општина Шеика Мика (Сибињ)
Шеика Мика (рум. Şeica Mică) општина је у Румунији у округу Сибињ.
Oпштина се налази на надморској висини од 442 m.